# Otolemur
Otolemur (Otolemur) – rodzaj ssaków naczelnych z podrodziny Galaginae w obrębie rodziny galagowatych (Galagidae).

## Rozmieszczenie geograficzne
Rodzaj obejmuje gatunki występujące w Afryce.

## Morfologia
Długość ciała 23–40 cm, ogona 30–50 cm; masa ciała samic 550–1500 g, samców 820–1800 g.

## Systematyka
Rodzaj zdefiniował w 1859 roku francuski entomolog Charles Coquerel w artykule poświęconym notatkom teriologicznym, opublikowanym w czasopiśmie Revue et Magasin de Zoologie pure et appliquée. Gatunkiem typowym jest (oznaczenie monotypowe) otolemur drobnouchy (O. garnettii).

### Etymologia
- Otolemur: gr. ους ous, ωτος ōtos ‘ucho’; rodzaj Lemur Linnaeus, 1758 (lemur)[10]
- Callotus: gr. καλλος kallos ‘piękno’, od καλος kalos ‘piękny’; ους ous, ωτος ōtos ‘ucho’[11]. Gatunek typowy (oznaczenie monotypowe): Otolemur monteiri[b] Bartlett, 1863.
- Otogale: gr. ους ous, ωτος ōtos ‘ucho’; γαλεη galeē lub γαλη galē ‘łasica’[10]. Gatunek typowy: Gray wymienił trzy gatunki – Otogale pallida J.E. Gray, 1863, Galago crassicaudatus É. Geoffroy Saint-Hilaire, 1812 i Otolicnus garnettii Ogilby, 1838 – z których gatunkiem typowym jest Otolicnus garnettii Ogilby, 1838.
- Otogalago: gr. ους ous, ωτος ōtos ‘ucho’; rodzaj Galago É. Geoffroy Saint-Hilaire, 1796 (galago)[4]. Gatunek typowy (oznaczenie monotypowe): Galago crassicaudatus É. Geoffroy Saint-Hilaire, 1812.

### Podział systematyczny
Do rodzaju należą następujące występujące współcześnie gatunki:
| Grafika | Gatunek                 | Autor i rok opisu                 | Nazwa zwyczajowa      | Podgatunki   | Rozmieszczenie geograficzne | Podstawowe wymiary                       | Status IUCN |
| ------- | ----------------------- | --------------------------------- | --------------------- | ------------ | --- | ---------------------------------------- | ----------- |
|         | Otolemur crassicaudatus | (É. Geoffroy Saint-Hilaire, 1812) | otolemur gruboogonowy | 4 podgatunki | Angola, południowa Demokratyczna Republika Konga, Uganda i południowa Kenia, na południe do Zambii, Zimbabwe, wschodniej Tanzanii, północno-wschodniej Południowej Afryki i Lesotho; zakres wysokości: do 1800 m n.p.m.                                 | DC: 26–40 cm DO: 30–50 cm MC: 1,1–1,8 kg | LC          |
|         | Otolemur garnettii      | (W. Ogilby, 1838)                 | otolemur drobnouchy   | 4 podgatunki | południowa Somalia (na południe od rzeki Dżuba), środkowa, wschodnia i południowa Kenia oraz wschodnia Tanzania (włącznie z archipelagiem Zanzibar (Zanzibar i Mafia)); być może północny Mozambik i północne Malawi; zakres wysokości: 0–2500 m n.p.m. | DC: 23–34 cm DO: 30–44 cm MC: 550–1200 g | LC          |

Kategorie IUCN:  LC  – gatunek najmniejszej troski.
Opisano również plioceński wymarły gatunek z Afryki:
- Otolemur howelli (Wesselman, 1984)